# Ruwertal

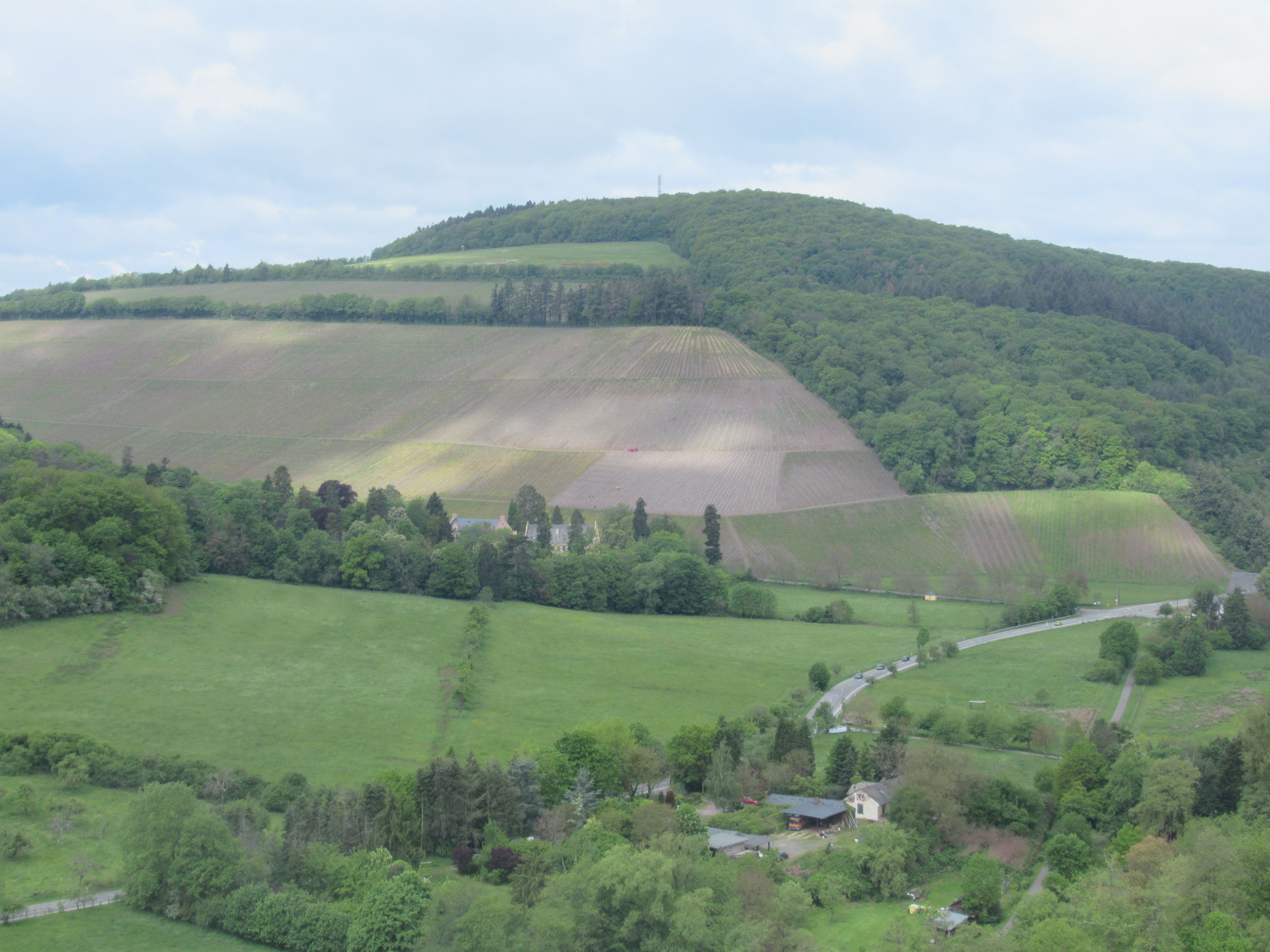
Unteres Ruwertal am Grüneberg

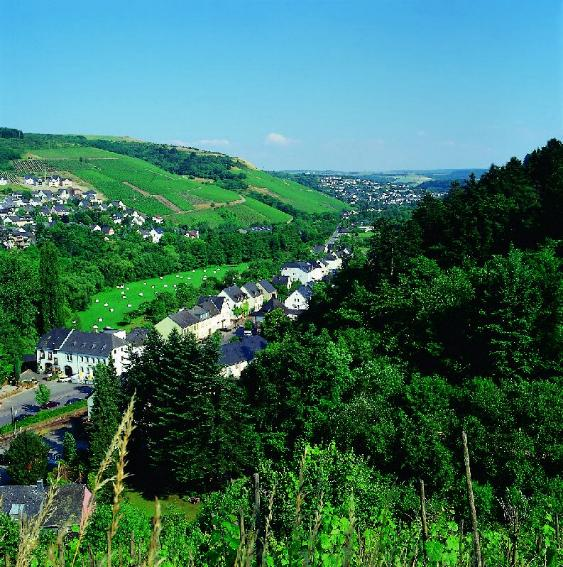
Ruwertal bei Kasel und Waldrach

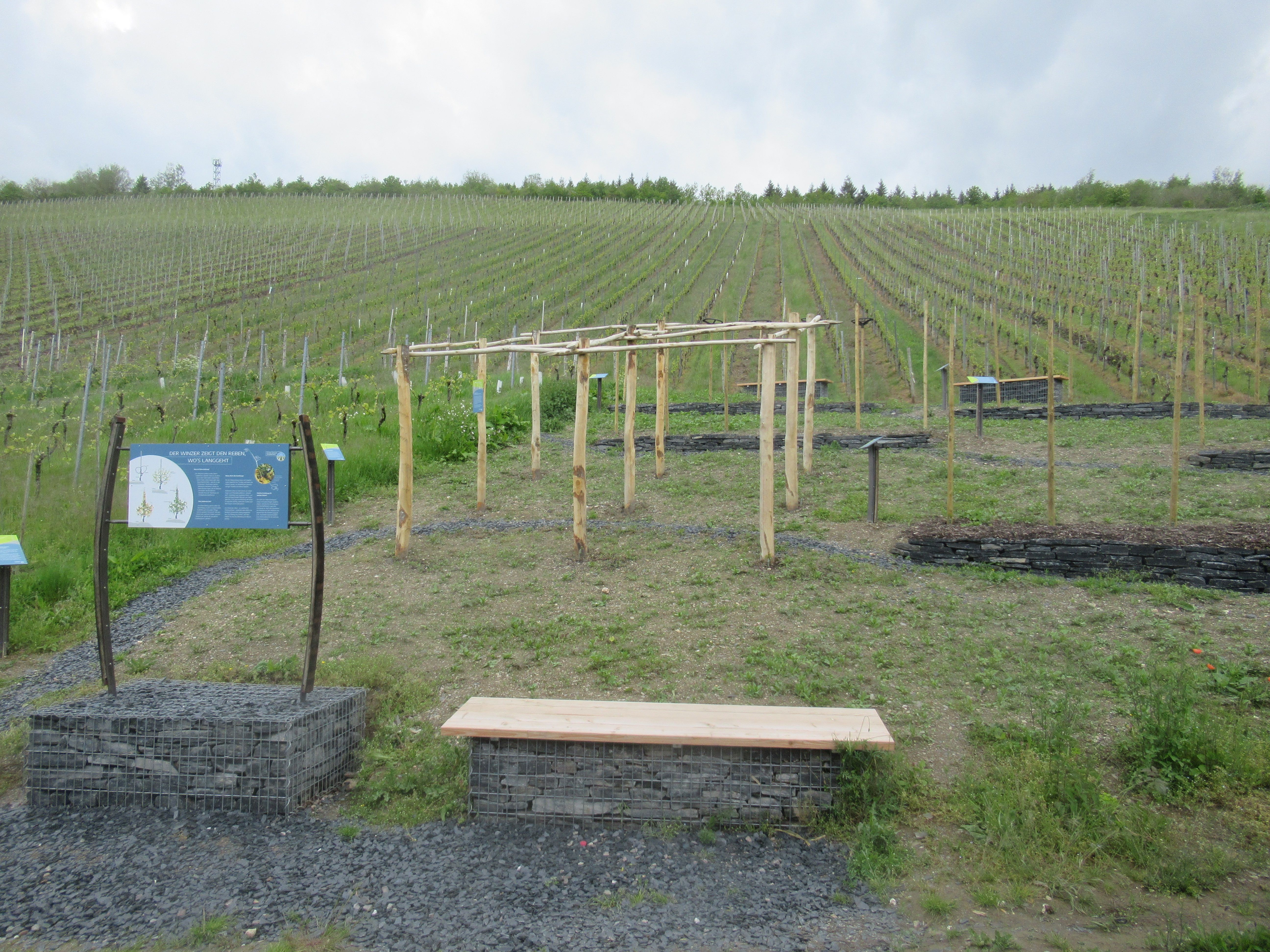
Station am Ruwer-Riesling-Erlebnisweg

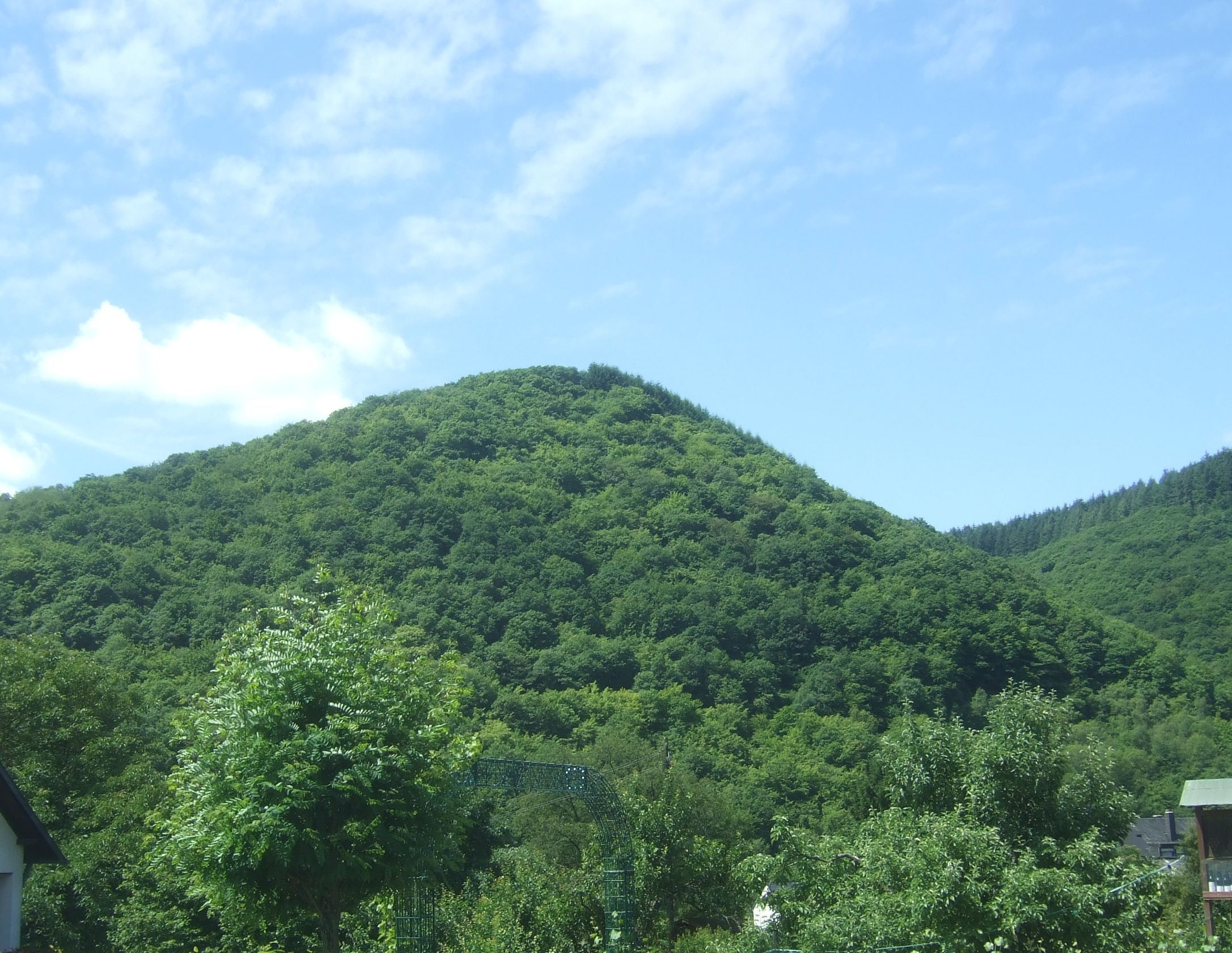
Naumeter Kopf bei Waldrach

Das Ruwertal hat seinen Namen von der Ruwer, einem rechten Nebenfluss der Mosel. Es liegt in der Nähe der Stadt Trier in Rheinland-Pfalz. Das obere Ruwertal liegt im  Osburger Hochwald und gehört zum Naturpark Saar-Hunsrück. Das untere Ruwertal ist durch Weinbau geprägt (Bereich Ruwer im Weinanbaugebiet Mosel). Im unteren Ruwertal befinden sich die Orte Ruwer, Eitelsbach, Mertesdorf, Kasel und Waldrach; entlang des Ruwertals zog sich einst die Römische Ruwerwasserleitung.
Durch das Ruwertal führte früher von Mertesdorf-Grünhaus bis nach Waldrach zum Platz unserer Deutschen Weinkönigin der Ruwertaler Wein- und Geschichtsweg – 2021 wurde er ersetzt durch den 8,2 km langen Ruwer-Riesling-Erlebnisweg, der als Rundweg zwischen Grünhaus, Mertesdorf, Kasel und Waldrach verläuft und an zehn Stationen über die Kulturlandschaft, den Artenschutz und den Weinbau an der Ruwer informiert, siehe Ruwerwein. Durch das untere Ruwertal führt darüber hinaus die Ruwer-Riesling-Weinstraße (Ruwer-Riesling-Route).

## Geschichte
Seit 1889 führte die Hochwaldbahn durch das Ruwertal von Trier nach Hermeskeil: Diese Strecke, die nach Einstellung des regulären Bahnbetriebs noch von der Museumsbahn Hochwaldbahn e. V. genutzt worden war, wurde 1998 stillgelegt und im Jahr 2000 abgebaut – auf der ehemaligen Bahntrasse wurde dann der Ruwer-Hochwald-Radweg errichtet.
Bis in die 1950er Jahre wurde jahrhundertelang im Ruwertal Dachschieferbergbau betrieben, so z. B. in den Gruben Carlsgrube bei Kasel, Vossel, Hohenkaul und St. Peter bei Waldrach, Andreasberg bei Morscheid, Karlstollen bei Riveris und in weiteren Gruben. 1888 gründete der Gutsbesitzer Peter Süß (aus St. Paulin, Trier) die Ruwerschiefer AG, die in ihrer Blütezeit bis zu 120 Menschen beschäftigte und bis zum Jahre 1931 bestand.

## Unteres Ruwertal
Das Untere Ruwertal mit einer Größe von 8,9 Quadratkilometern ist eine naturräumliche Einheit in Rheinland-Pfalz. Es erstreckt sich von Trier-Ruwer bis nach Waldrach.

## Ruwerengtal
Das Ruwerengtal mit einer Größe von 39,5 Quadratkilometern ist ebenfalls eine naturräumliche Einheit in Rheinland-Pfalz. Es erstreckt sich entlang der Ruwer von Waldrach bis nach Zerf und umfasst auch das untere Riveristal.

## Ruwertallied
Das Ruwertal wird in einem Gedicht, dem Ruwertallied beschrieben.

Die vertonte Version des Ruwertallieds war Grundlage des um 1978 von Wilhelm Junker komponierten Ruwertalmarschs.
Ein weiteres volkstümliches Ruwertallied trägt den Titel Ich bin der Bub vom Ruwertal.